# Daishan

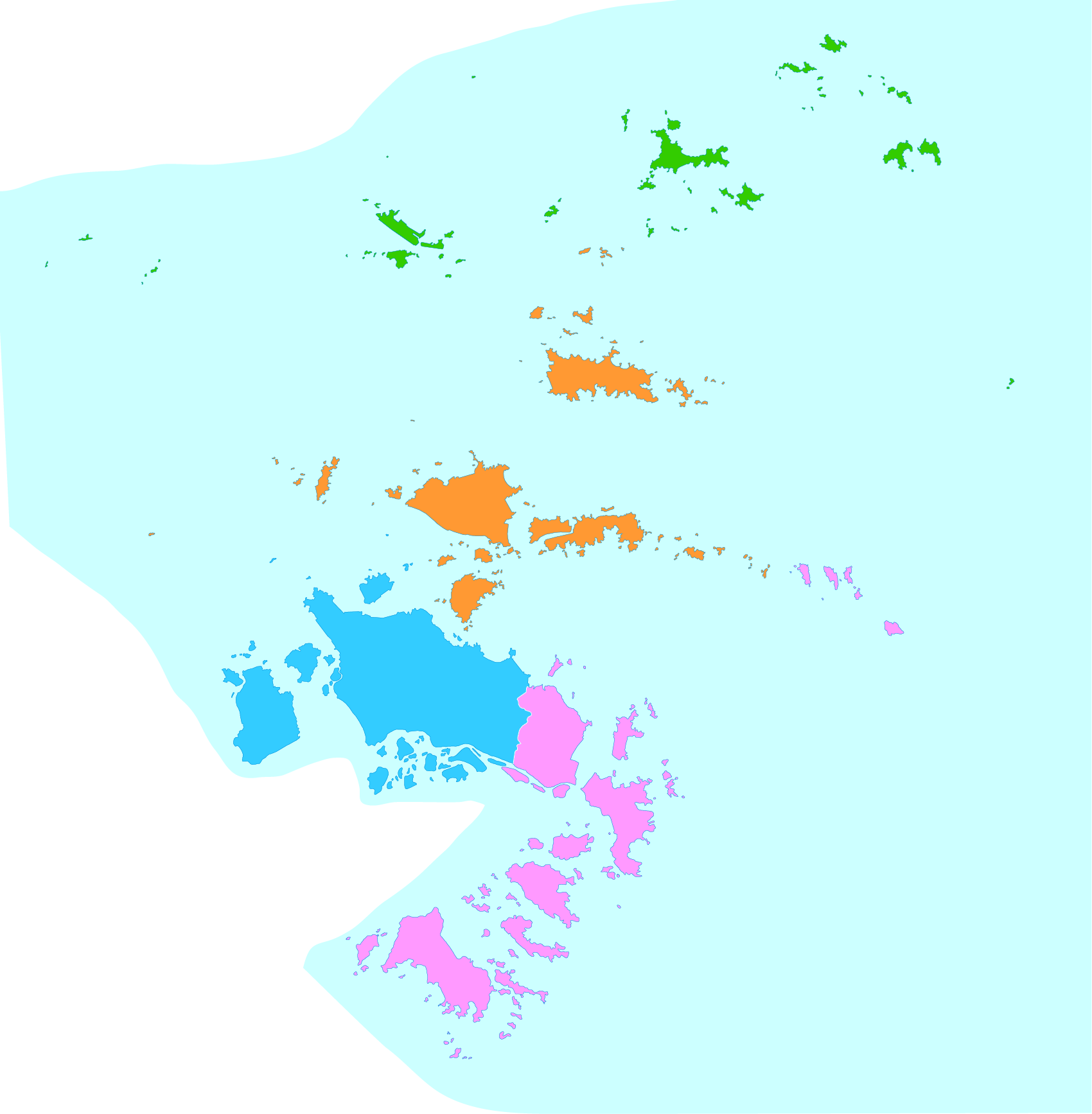
Daishan im Zentrum von Zhoushan

Daishan (岱山县,  Dàishān Xiàn) ist ein Kreis der bezirksfreien Stadt Zhoushan in der südostchinesischen Provinz Zhejiang. Die Landfläche beträgt 257,6 km² und die Einwohnerzahl 207.982 (Stand: Zensus 2020). 1999 zählte Daishan 213.920 Einwohner und 2010 (Volkszählung) 202.164 Einwohner.